# ニューエラボウル
ニューエラボウル（英表記：NEW ERA BOWL）は関西学生アメリカンフットボール連盟主催のアメリカンフットボールのボウルゲームである。関西学生アメリカンフットボール連盟所属各校の選抜選手・コーチと全米大学体育協会（NCAA）加盟大学からの招待選手・コーチがBLUE STARSとWHITE STARSに分かれて戦うオールスター形式のゲームである。例年、春季の締めくくりの試合として7月初旬に開催される。　　

## 概要
元々は1990年から阪急西宮スタジアムを舞台に行われた「シャープカップ・平成ボウル」という大会で7月に行われた。関東と関西の大学の代表チームがアメリカ合衆国の全米大学体育協会（NCAA）加盟の大学と連合チームを結成しての対戦で春季締めくくりのゲームとして位置づけられた。出場校にとってはアメリカ人選手とのプレーだけでなく、本場のコーチの指導を直接受けられることが最大の利点であったが、関東のチームの招待は第2回大会までで終わり、第3回大会からは前年度の関西学生リーグDiv.1の上位2校に全米大学体育協会からの招待大学がそれぞれ連合して戦う形式が定着していた。来日する招待選手には前年度で現役を引退した者が多いが、これは現役選手のプレシーズン期間中の試合出場に非常に厳しいNCAAの規定への対応と日本の選手との力量差等への考慮によるものである。
2002年にスポンサーの撤退を機に「新時代」を意味する現在の名称に変え、併せて対戦形式を変更した。平成ボウルで来日する全米大学体育協会のコーチ・選手との交流は、出場校のレベルアップに繋がったとの評価が関西学生リーグ内にある一方で、リーグ戦下位校には出場機会が巡らない事により上位校との格差を広げる一因になりかねないとする懸念もあり、この解消策として、NEW ERA BOWLでは2校だけでなくリーグ加盟校全体に門戸を開放する形となった（結果的に前年度の上位2校の対戦が春季にはなくなった）。単にオールスターゲームの実施のみが目的ではなく、フットボール・クリニック等を通じた国際交流の場としてのプログラムの充実も図られている。また、選手だけでなく、子供たちがアメリカン・フットボールに接する機会を増やすため、通常はチームスタッフが行うウォーター・キャリー（水分補給用のボトル運び）を公募した子供たちに担当させる等の企画も行われている。2003年からは試合会場を長居球技場として開催していたが、2007年の第6回大会は京セラドーム大阪に移して開催された。
テレビ放送に関しては、毎日放送の関西ローカルにて深夜で放送され、GAORAでも放送されている（2008年現在）。

## 過去の試合結果

### 前回の結果
- 第7回ニューエラボウル 2008年7月5日(土) 18:00 長居第2陸上競技場

| チーム名    | 1Q | 2Q | 3Q | 4Q | 合計 |
| ----------- | -- | -- | -- | -- | ---- |
| BLUE STARS  | 0  | 3  | 3  | 3  | 9    |
| WHITE STARS | 7  | 0  | 0  | 0  | 7    |

BLUE STARS
- テキサス大学エルパソ校
- 関西学院大学
- 関西大学
- 神戸大学
- 甲南大学

WHITE STARS
- カリフォルニア州立大学フレズノ校
- 立命館大学
- 京都大学
- 近畿大学
- 同志社大学

※日本の出場大学名は共にDivision 1所属校のみ表記

### 戦績一覧
```
第1回（2002年）WHITE STARS 23-14 BLUE STARS   
阪急西宮スタジアム
　
第2回（2003年）BLUE STARS  20-19 WHITE STARS  
長居球技場

第3回（2004年）WHITE STARS  0-0  BLUE STARS※ 大阪市長居球技場
第4回（2005年）WHITE STARS 21-10 BLUE STARS   大阪市長居球技場
第5回（2006年）WHITE STARS 31-26 BLUE STARS   大阪市長居球技場
第6回（2007年）WHITE STARS 31-18 BLUE STARS   
京セラドーム大阪

第7回（2008年）BLUE STARS   9-7  WHITE STARS  大阪市長居第2陸上競技場
※第3回は、雷雨のため第4Q途中で試合中止となり、引き分け扱い。
```

### 平成ボウル（1990年 - 2001年）の記録
会場はいずれも阪急西宮スタジアム。アメリカ合衆国の大学名の表記は当時の資料による。
| 回 | 開催日        | 校名                                        | スコア  | 校名                            |
| -- | ------------- | ------------------------------------------- | ------- | ------------------------------- |
| 1  | 1990年7月1日  | カリフォルニア大学バークレー校 関西学院大学 | 30 - 26 | アリゾナ大学 立教大学           |
| 2  | 1991年6月30日 | ワシントン大学 関西学院大学                 | 45 - 12 | オレゴン大学 明治大学           |
| 3  | 1992年7月4日  | ワシントン大学 関西学院大学                 | 10 - 6  | ブリガムヤング大学 京都大学     |
| 4  | 1993年7月3日  | アリゾナ州立大学 関西学院大学               | 37 - 17 | ミシガン大学 京都大学           |
| 5  | 1994年7月2日  | UCLA 京都大学                               | 37 - 7  | アリゾナ州立大学 関西学院大学   |
| 6  | 1995年7月1日  | コロラド大学 京都大学                       | 5 - 0   | 南カリフォルニア大学 立命館大学 |
| 7  | 1996年7月6日  | USMA 京都大学                               | 45 - 6  | スタンフォード大学 立命館大学   |
| 8  | 1997年7月日   | カリフォルニア大学バークレー校 京都大学     | 14 - 13 | スタンフォード大学 立命館大学   |
| 9  | 1998年7月4日  | ミシガン大学 立命館大学                     | 19 - 0  | ワシントン州立大学 関西学院大学 |
| 10 | 1999年7月3日  | USMA 京都大学                               | 13 - 10 | ノートルダム大学 立命館大学     |
| 11 | 2000年7月8日  | スタンフォード大学 関西学院大学             | 38 - 0  | アリゾナ大学 立命館大学         |
| 12 | 2001年7月7日  | スタンフォード大学 関西学院大学             | 24 - 10 | オレゴン州立大学 京都大学       |